# Dicymbe corymbosa
Dicymbe corymbosa är en ärtväxtart som beskrevs av George Bentham. Dicymbe corymbosa ingår i släktet Dicymbe och familjen ärtväxter. Inga underarter finns listade i Catalogue of Life.